# Nyomtatószál
A nyomtatószál, vagy elterjedt angol elnevezéssel filament (magyarul: szál, rost) az FDM és FFF típusú 3D nyomtatáshoz használt műanyag szál.  Vásárolható már többek között bronz, fa, vagy más anyag részecskéivel vegyített tekercs is, ami az illető anyagokra jellemző kinézetet kölcsönöz a kinyomtatott tárgynak. Ez a nagy változatosság tekinthető az FDM és FFF nyomtatás fő előnyének a többi megoldással, például a CLIP-pel vagy az SLA-val szemben.

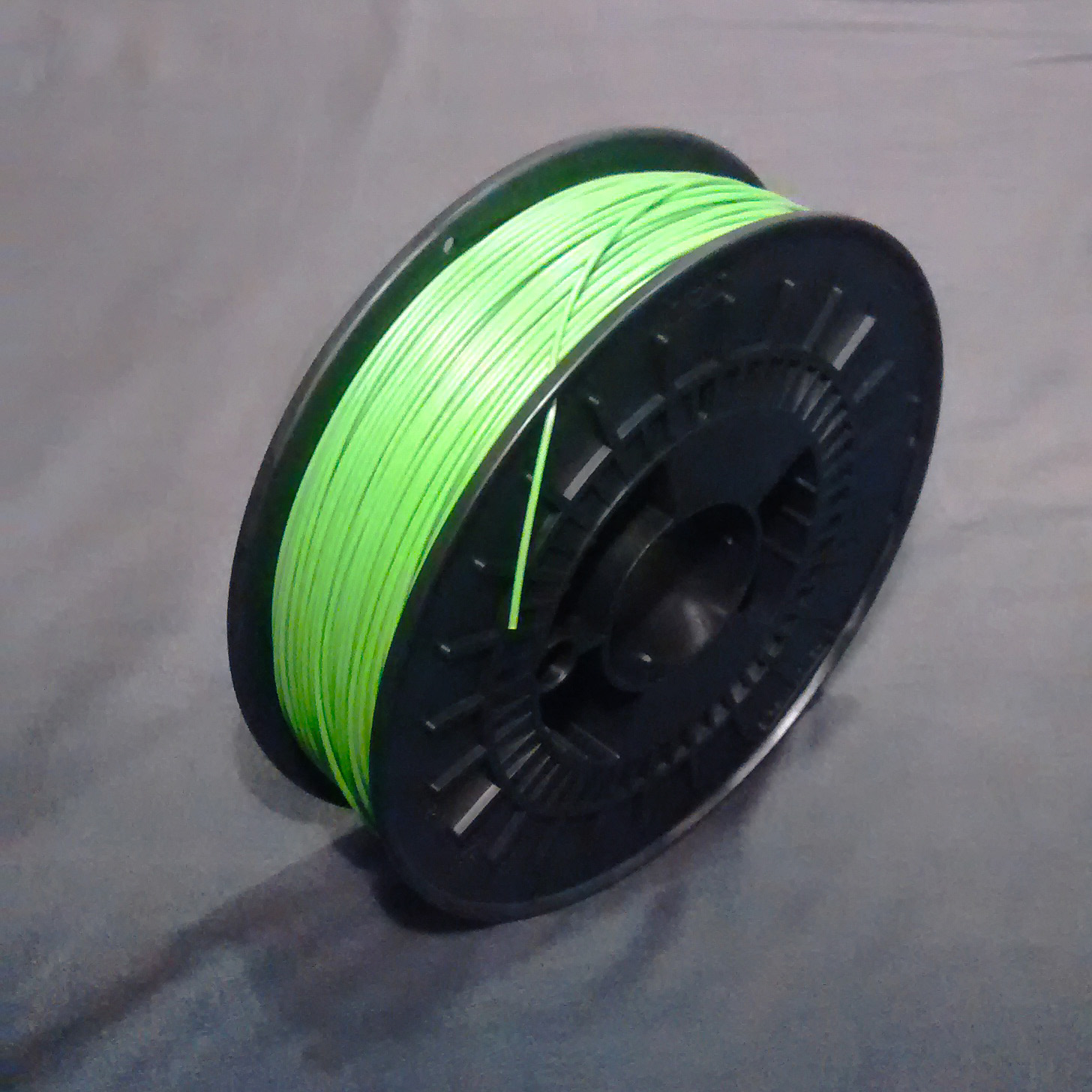
Zöld ABS szál

## Műanyag típusok
A két leggyakrabban használt műanyag típus az ABS (Akrilnitril-butadién-sztirol) és a PLA (Polylactic Acid). A PLA az egyik legalacsonyabb hőfokon olvadó műanyag, ezért nem húzódik annyira össze a nyomtatás utáni hőmérsékletváltozás miatt. Emiatt nagyon könnyű nyomtatni, akár kevés tapasztalattal is, a kezdők között nagy népszerűségnek örvend. Emellett természetbarát, mivel természetes anyagokból származik (például kukoricából) és bomlandó. Az ABS sokkal nehezebben kezelhető anyag, főként mert nagyobb hőfokon olvad mint a PLA, ezért nyomtatása melegített tálcát (heated bed) igényel. Nagyon könnyű és erős anyag, nyomtatása kevesebb erőt igényel az extruder részéről, ezért apróbb tárgyak nyomtatására is ideális. Az ABS a forgalomban kapható legolcsóbb műanyag. Nyomtatás közben intenzív kipárolgást eredményez, ez a pára káros lehet az egészségre, nem ajánlott a légzési nehézségekkel küszködök számára.
A kompozit filament típusok is többnyire ebből a két anyagból származnak, más anyagok hozzáadásával. Létezik fa-filament, ami fához hasonló megjelenésű, és fareszeléket tartalmaz. Továbbá egyre jobban elterjednek a bronz, karbon és más kompozit anyagok.
A HIPS és PVA típusú műanyagok tartóanyagként használatosak, olyan geometriájú tárgyak esetében, ahol vízszintesen, vagy ehhez közel álló szögben jelennek meg nagyobb méretben. Ezek a kiugrók a nyomtatás közben lepotyognának, mivel nem lenne ami megtartsa őket a helyükön. Ennek a problémának a megoldása képpen alakultak ki az ideiglenes anyagok, amik nyomtatás közben alátámasztják a nyomtatandó tárgy problémás részeit, majd nyomtatás után vízben feloldódnak, ezzel megelőzve a hosszas nyomtatás utáni szépítgetést. Ehhez a folyamathoz szükséges a dual-extruderes 3D nyomtató és a melegített tálca.
A Nylon a PLA-hoz hasonlóan biokompatibilis anyag. Ennek és rugalmasságának köszönhetően gyakran alkalmazzák a gyógyászati iparban. A 3D nyomtatásban használt két leggyakoribb típusa a Nylon 618 és a Nylon 645. A Nylon 618 például festhető, nem igényel melegített tálcát, a rétegek nagyon jól összeolvadnak, és kicsi az összehúzódása. A Nylon általános tulajdonsága, hogy beszívja a levegőben található párát, ezért száraz helyen tárolandó.
Nem csak kereskedelmi forgalomban kapható, hanem házilag is elkészíthető recyclebot segítségével, ami a használt műanyagot szállá alakító open-source készülék. A házi készítésű  műanyag szál sokkal olcsóbb megoldást nyújthat a forgalomban kapható tekercsekkel szemben, emellett környezetbarát megoldás is.

## Jellemzői
A filament leggyakrabban 1 kg-os tekercsekben kerül forgalmazásra, 1,75 vagy 3.0 mm átmérővel. Ennek ellenére sok szoftver hosszúságban adja meg az értékeket.
Átlagértékek:
PLA
- nyomtatási hőmérséklet: 180–220 °C
- sűrűség: ,.25 g/cm³
- térfogat: 0,80 cm³/g vagy 800 cm³/kg
- 1,75 mm vastagságú, 1 kg-os tekercs hossza megközelítőleg 330 m / 1080 láb
- 3,00 mm vastagságú, 1 kg-os tekercs hossza megközelítőleg 110 m / 360 láb

ABS
- nyomtatási hőmérséklet: 210–250 °C
- sűrűség: ,.04 g/cm³
- térfogat: 0,96 cm³/g vagy 960 cm³/kg
- 1,75 mm vastagságú, 1 kg-os tekercs hossza megközelítőleg 400 m / 1310 láb
- 3,00 mm vastagságú, 1 kg-os tekercs hossza megközelítőleg 130 m / 430 láb